# Submicénico
Submicénico es la denominación dada al periodo arqueológico de la Antigua Grecia que toma su nombre del estilo de cerámica de la época. Normalmente se acota entre los años 1200 a. C. y 1050 a. C.  y se corresponde con el Heládico reciente III C, aunque el uso del término submicénico ha tomado a veces distintos significados: en ocasiones se le ha dado ese nombre a todo aquello que se situaba entre el Heládico reciente III C y el protogeométrico; a veces se le ha dado el nombre solo a una variante cerámica de la región occidental del Ática o a veces se ha usado para denominar el estilo de un cierto tipo de cerámica anterior a la protogeométrica hallada en una región concreta y cuya cronología puede ser diferente de la de otras regiones.

## Descubrimiento e Investigación
La cerámica submicénica no se ha investigado exhaustivamente debido al limitado número de yacimientos descubiertos. El estilo fue identificado por primera vez en 1939 por los arqueólogos alemanes Wilhelm Kraiker y Karl Kübler, basándose en hallazgos de los cementerios de Kerameikos y Pompeion en Atenas y Salamina. La existencia del estilo fue inicialmente cuestionada por los arqueólogos hasta que descubrimientos posteriores en Micenas confirmaron estratos micénicos tardíos y submicénicos diferenciados.

## Contexto y distribución
La cerámica submicénica se encuentra principalmente en contextos como inhumaciones y tumbas de cista construidas en piedra. La distribución de los hallazgos sugiere un patrón de asentamiento compuesto por aldeas y pueblos. Además de Atenas y Salamina, se ha descubierto cerámica submicénica en Corinto, Ásine, Kalapodi, Lefkandi y Tirinto.

## Cerámica

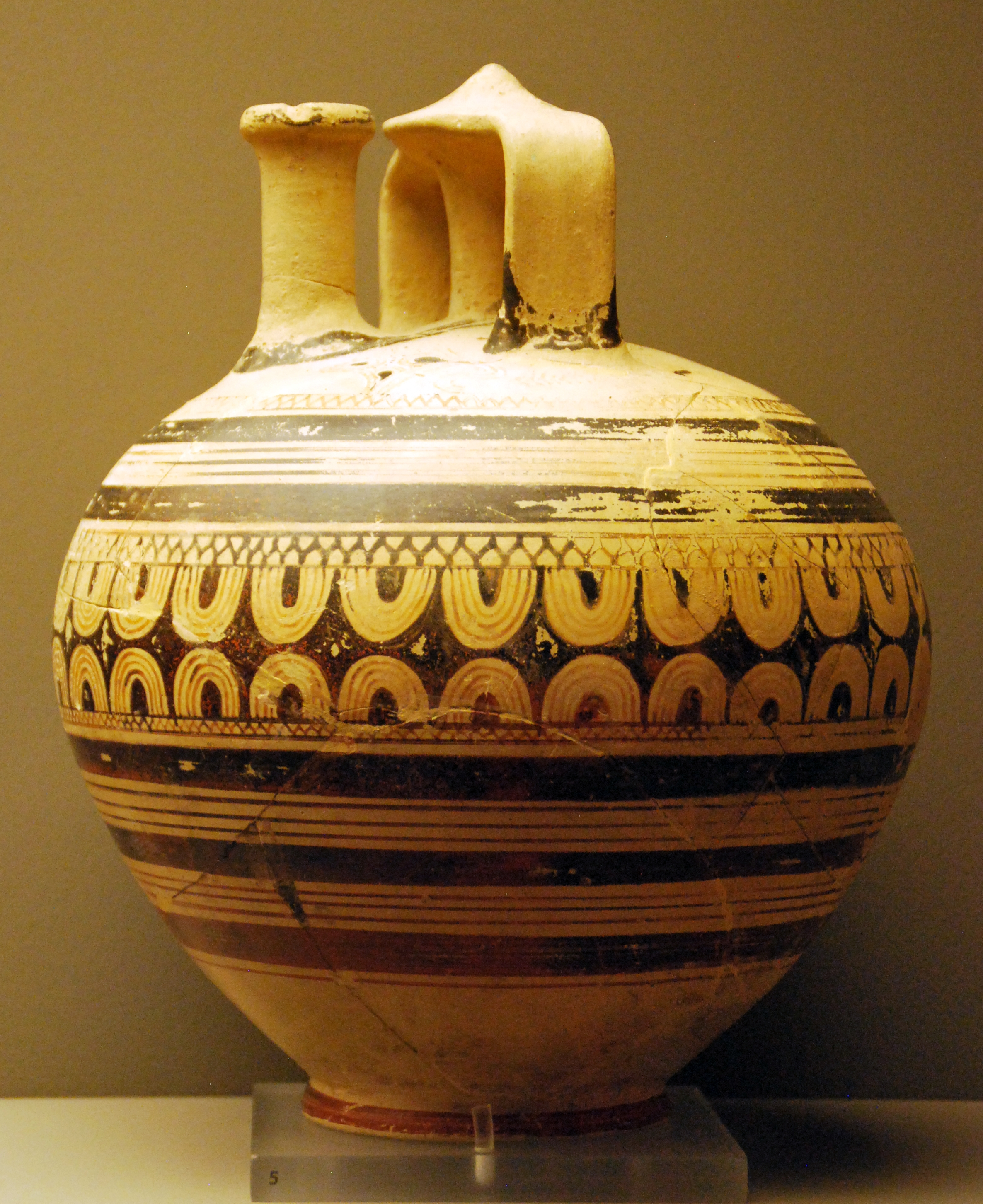
Jarra de estribo submicénica, Museo de Arte Cicládico

Se podrían distinguir tres fases en los hallazgos de este periodo: una fase antigua de cerámica de calidad pero de motivos anodinos procedentes de estratos de Micenas, Tirinto y Lefkandi, una fase media, donde se aprecia una cerámica muy fina en varios yacimientos que denotan una influencia recíproca, y una fase tardía en la que la calidad disminuyó sensiblemente.
La cerámica submicénica hecha con torno de alfarero de estilo similar al micénico coexistió (al menos en algunas zonas, como en Corinto) con otro tipo de cerámica bruñida llamada bárbara, hecha a mano y de procedencia desconocida.
Algunos de los elementos característicos del periodo son el vaso en forma de pájaro, la botella y el frasco, de origen chipriota.

## Otros rasgos de la arqueología del periodo
Este periodo se caracteriza por la despoblación de gran parte de los asentamientos micénicos, sobre todo en las regiones de Mesenia, Laconia y Ática, si bien en otros puntos de Grecia, como Acaya, el Dodecaneso y las Cícladas se percibe un aumento de población derivado probablemente de movimientos migratorios procedentes de las zonas desocupadas. En general se aprecia una continuidad de elementos característicos del periodo micénico como la presencia de enterramientos en tumbas de cámara con elementos decorativos similares a los de periodos precedentes pero una clara disminución de los restos cerámicos y de los ajuares funerarios.